# Зарі Елмасян
Заруї Ельмасян (вірм. Զարի Էլմասյան; Зарі Елмасян, Заруї Елмасян-Вартян, 12 жовтня 1906, Лінн, Массачусетс, США — 6 лютого 1990, Лос-Анджелес) — американська співачка вірменського походження, найбільш знана озвученням голлівудських мюзиклів, зокрема «Чарівник країни Оз».

## Біографія
Народилася 12 жовтня 1906 року в місті Лінн, штат Массачусетс, США, в сім'ї вірменських емігрантів. Сім'я переїхала у Фресно (Каліфорнія), коли народилася її молодша сестра Аліса.
Навчалася в Державному коледжі Фресно, Університеті Південної Каліфорнії, Музичній школі Істмана та Музичній консерваторії Нової Англії.

## Творчість
Співочу кар'єру розпочала 1929 року на радіо. З 1930 до 1932 рік співала в оперному театрі Сан-Франциско. Потім у театрі Лос-Анджелеса. Також працювала концертуючою співачкою і солісткою в церкві в Каліфорнії у 1930-х і 1940-х роках.
Співала вокал у голлівудських мюзиклах, однак її імені в титрах найчастіше не зазначалося. Її голос звучить у таких мюзиклах, як: «Це чудово бути живим» (1933), «Неслухняна Марієтта» (1935), «Орхідеї для вас» (1935), «Ось романтика» (1935), «Великий Зігфелд» (1936), «Чарлі Чан в опері» (1936), «Мій час» (1937), «Серце» (1938), «Дівчина із Золотого Заходу» (1938), «Чарівник країни Оз» (1939) та «Бродвейська серенада» (1939).
Також була музичним керівником хору Вірменської апостольської церкви Святого Якова в Лос-Анджелесі та членом «Dominant Music Club», жіночого клубу професійних музикантів.
Знялася разом зі своїм чоловіком у музичній мелодрамі вірменською мовою «Ануш» (1945) за твором Ованеса Туманяна та опері «Ануш» Армена Дікраняна. Вони також випустили платівку «Вірменські пісні».
1933 року потрапила до заголовків газет, коли її допитували про вбивство дантиста Леона Сівера, шанувальника її творчості. Сівер був засновником і директором «Артистського фонду», який надав Зарі стипендію 1930 року.

## Особисте життя
1942 року вийшла заміж за кінорежисера Сетрага Вартяна в Лас-Вегасі, штат Невада. Вартян помер 1986 року. Елмасян померла 1990 року в Лос-Анджелесі у віці 83 років, похована поряд із чоловіком на цвинтарі Інглвуд-Парк.